# Frank Klepacki
Frank Klepacki (født 25. maj 1974) er en amerikansk computerspil-komponist. Han er bedst kendt for sit arbejde med Command & Conquer-serien, men har også komponeret musik til andre spil, deriblandt Dune og Dune II, samt Petroglyphs spil Star Wars: Empire at War. Desuden har han udgivet flere soloalbummer og har medvirket på flere andre. Klepacki bor i Las Vegas.

## Arbejdet med Command & Conquer
I 1994 begyndte de første små skridt hen imod arbejdet med Command & Conquer. Spillets producere kaldte Klepacki ind til samtale for at diskutere Westwoods næste store projekt, Command & Conquer. Klepacki lyttede til forskellige bands, og tilsatte herefter sin egen unikke stil, der herefter blev meget berømt. Til Command & Conquer, også kaldet 'Tiberian Dawn', skrev Klepacki bl.a. det kendte temanummer "Act On Instinct". 
Herefter fortsatte arbejdet videre over til Command & Conquer: Red Alert, og det var her at Klepacki for alvor slog fast at han var værd at høre på. Med nummeret "Hell March" vandt Klepacki to priser for sit arbejde, og "Hell March" er senere blevet kendt som et af verdens bedste soundtracks til et computerspil. Da arbejdet med Command & Conquer: Tiberian Sun begyndte, skiftede Klepacki stil til det mere ambiente, der skulle afspejle den dystre fremtid i 2039, hvor faktionerne Nod og GDI nok en gang kæmper om verdens skæbne. Senere har Klepacki også komponeret til Command & Conquer: Red Alert 2 og Command & Conquer: Renegade. Da Electronic Arts begyndte arbejdet med Command & Conquer: Generals tilbød Klepacki at komponere soundtracket, og sendte en demo ind til EA. Dog afviste EA Klepacki, og en anden komponist blev taget i brug. Senere har Klepacki fortalt at han læste om det nye Command & Conquer 3: Tiberium Wars ligesom alle andre fans.
Da Command & Conquer: Red Alert 3 var under udvikling, inviterede EALA (Electronic Arts Los Angeles) Klepacki over, for at arbejde med en mindre del af musikken til det nye Red Alert 3. Klepacki takkede ja, og komponerede tre numre til det nye spil, herunder Hell March 3, der, i tråd med Hell March og Hell March 2 blev soundtracket til det nye Red Alert spil. Udover HM3 komponerede han også Grinder 2, og et nyt nummer til brug i spilkampagnen med Sovjetunionen.

## Videre arbejde
Sideløbende med Command & Conquer og andre Westwood-spil har Klepacki også udgivet soloalbummer, blandt andre "Home Cookin'" og "Morphscape", der hovedsageligt er elektronisk industrial i stil med Command & Conquer-musikken, hvilket også gjorde albummene populære. 
Desuden er Klepacki nu fast medarbejder hos Petroglyph Studios.